# Курнаївка (Волгоградська область)
Курнаївка (рос. Курнаевка) — село у Старополтавському районі Волгоградської області Російської Федерації.
Населення становить 603  особи. Входить до складу муніципального утворення Курнаєвське сільське поселення.

## Історія
Село розташоване у межах українського історичного та культурного регіону Жовтий Клин.
Згідно із законом від 17 січня 2005 року № 991-ОД органом місцевого самоврядування є Курнаєвське сільське поселення.

## Населення
| 2010 | 2012 | 2013 | 2014 | 2015 | 2016 | 2017 |
| ---- | ---- | ---- | ---- | ---- | ---- | ---- |
| 666  | ↘649 | ↘638 | ↘629 | ↘625 | ↘621 | ↘603 |